# Ліндсі Андерсон
Лі́ндсі А́ндерсон (англ. Lindsay Gordon Anderson; 17 квітня 1923, Бангалор — 30 серпня 1994, Ангулем) — англійський режисер театру й кіно, ініціатор та учасник руху кінодокументалістів Free cinema (Вільне кіно), пізніше кінематографічної течії, пов'язаної з літературним авангардом (так звані молоді гнівні). Документальні й художні фільми, постановки в англійських і закордонних театрах.

## Особисте життя
У своїх мемуарах «Переважно про Ліндсі Андерсон» Гевін Ламберт писав, що Андерсон був гомосексуалом і придушував свою орієнтацію, що інші його друзі сприйняли як зраду. У листопаді 2006 року актор Малкольм Макдауелл заявив газеті «Індепендент», що вважає Андерсона геєм

## Фільмографія
- Таке спортивне життя
- 1968 — Якщо.... (англ. if....)
- 1973 — О, щасливчик! (англ. O Lucky Man!)
- 1982 — Шпиталь «Британія» (англ. Britannia Hospital)
- 1987 — Серпневі кити (англ. The Whales of August)